# Waking Up the Neighbours
Albums de Bryan Adams
Live! Live! Live! So Far So Good
Waking Up the Neighbours est le 7e album studio de Bryan Adams sorti en 1991.
Il contient les hits Can't stop this thing we started, Thought I'd died and gone to Heaven, Do I have to say the words et (Everything i do) I do it for you. Ce dernier titre est extrait de la bande originale du film Robin des Bois, prince des voleurs.

## Liste des titres
| No  | Titre                                                                | Durée |
| --- | -------------------------------------------------------------------- | ----- |
| 1.  | Is Your Mama Gonna Miss Ya?                                          | 4:41  |
| 2.  | Hey Honey I'm Packin' You in                                         | 3:59  |
| 3.  | Can't Stop This Thing We Started (2e single sorti en novembre 1991)  | 4:29  |
| 4.  | Thought I'd Died and Gone to Heaven (3e single sorti en mai 1992)    | 5:49  |
| 5.  | Not Guilty                                                           | 4:12  |
| 6.  | Vanishing                                                            | 5:03  |
| 7.  | House Arrest                                                         | 3:57  |
| 8.  | Do I Have To Say the Words?                                          | 6:12  |
| 9.  | There Will Never Be Another Tonight                                  | 4:40  |
| 10. | All I Want Is You                                                    | 5:20  |
| 11. | Depend on Me                                                         | 5:08  |
| 12. | (Everything I Do) I Do It for You (1er single sorti en juillet 1991) | 6:34  |
| 13. | If You Wanna Leave Me (Can I Come Too?)                              | 4:43  |
| 14. | Touch the Hand                                                       | 4:05  |
| 15. | Don't Drop That Bomb on Me                                           | 6:00  |

## Certifications
| Pays             | Association       | Certification | Ventes/Équivalence |
| ---------------- | ----------------- | ------------- | ------------------ |
| Allemagne        | BVMI              | platine       | 500 000            |
| Australie        | ARIA              | 4x platine    | 280 000            |
| Autriche         | IFPI Austria      | platine       | 50 000             |
| Belgique         | BEA               | platine       | 50 000             |
| Canada           | Music Canada      | diamant       | 1 000 000          |
| Danemark         | IFPI Danmark      | or            | 10 000             |
| Espagne          | PROMUSICAE        | platine       | 100 000            |
| États-Unis       | RIAA              | 4x platine    | 4 000 000          |
| Europe           | IFPI              | 3x platine    | 3 000 000          |
| Finlande         | Musiikkituottajat | platine       | 50 000             |
| France           | SNEP              | 2x or         | 200 000            |
| Japon            | RIAJ              | or            | 100 000            |
| Nouvelle-Zélande | RMNZ              | platine       | 15 000             |
| Pays-Bas         | NVPI              | platine       | 100 000            |
| Portugal         | AFP               | 6x platine    | 240 000            |
| Royaume-Uni      | BPI               | 3x platine    | 900 000            |
| Suisse           | IFPI Switzerland  | 4x platine    | 200 000            |